# Piekarnia wojskowa w Toruniu
Piekarnia wojskowa w Toruniu – dawna piekarnia wojskowa znajdująca się na terenie Nowego Miasta, przy ul. Dominikańskiej 3 w Toruniu. Została ona zbudowana w latach 1820–1825. Wchodziła ona w skład Twierdzy Toruń. 22 października 1979 roku budynek wpisano do rejestru zabytków (A/343).